# Celecoxibe
Celecoxibe é um agente analgésico (promove redução da dor) e anti-inflamatório (combate a inflamação que é a reação do sistema de defesa do nosso corpo a uma agressão, que se manifesta como dor, calor, vermelhidão no local) não esteroidal (não derivado de hormônios) da classe dos inibidores específicos da enzima ciclooxigenase 2 (COX-2, enzima responsável por desencadear a inflamação).

## Mecanismo de ação

### Anti-inflamatório
O mecanismo de ação do celecoxibes é via inibição da síntese das prostaglandinas, principalmente pela inibição da enzima ciclooxigenase 2 (COX-2). Em concentrações terapêuticas em humanos, celecoxibe não inibe a ciclooxigenase 1 (COX-1). A COX-2 é induzida em resposta a estímulos inflamatórios. Isto leva à síntese e ao acúmulo de prostanoides inflamatórios, em particular a prostaglandina E2, causando inflamação, edema e dor. O celecoxibe age como um agente anti-inflamatório, analgésico e antipirético em modelos animais pelo bloqueio da produção de prostanoides inflamatórios via inibição da COX-2.
Estudos in vivo mostram que celecoxibe tem afinidade muito baixa pela enzima ciclooxigenase 1 (COX-1) de expressão constitutiva. Conseqüentemente, em doses terapêuticas, celecoxibe não tem efeito sobre prostanoides sintetizados pela ativação da COX-1, não interferindo, portanto, nos processos fisiológicos relacionados à COX-1 nos tecidos, particularmente no estômago, intestino e plaquetas.

### Anticâncer
Além do papel fisiopatológico bem estabelecido que a COX-2 desempenha na inflamação, evidências recentes indicam que essa isoforma também pode estar envolvida em vários eventos biológicos ao longo do processo tumorigênico. Muitos estudos epidemiológicos demonstram que os anti-inflamatórios não esteroides (AINEs) reduzem o risco de uma ampla gama de tumores. Além disso, a COX-2 é cronicamente superexpressa em muitos cânceres humanos pré-malignos, malignos e metastáticos, e os níveis de superexpressão mostraram se correlacionar significativamente com invasividade, prognóstico e sobrevida em alguns cânceres. Estudos farmacológicos demonstram consistentemente que os inibidores de COX-2 inibem de forma dependente da dose o crescimento tumoral e metástase em vários modelos animais relevantes de câncer. Importante, vários investigadores também demonstraram que os inibidores da COX-2 podem atuar de forma aditiva ou sinérgica com citotóxicos usados atualmente e agentes direcionados molecularmente.

## Farmacocinética

### Absorção
A farmacocinética do celecoxibe foi avaliada em aproximadamente 1.500 indivíduos. Quando administrado em condições de jejum, o celecoxibe é bem absorvido atingindo concentrações plasmáticas máximas após aproximadamente 2-3 horas. A biodisponibilidade oral das cápsulas é de cerca de 99% em relação à administração em suspensão (forma farmacêutica oral de disponibilidade ideal). Em condições de jejum, tanto os níveis plasmáticos máximos (Cmáx) como as áreas sob a curva (AUC) são quase proporcionais à dose de até 200 mg duas vezes ao dia; em doses mais altas, ocorrem aumentos menos proporcionais na Cmáx e AUC.

### Distribuição
A taxa de ligação a proteínas plasmáticas, que é independente da concentração, é de cerca de 97% em concentrações plasmáticas terapêuticas e o celecoxibe não se liga preferencialmente aos eritrócitos46 no sangue.

### Metabolismo
O metabolismo de celecoxibe é mediado principalmente pela via citocromo P450 2C9. Foram identificados 3 metabólitos, inativos como os inibidores da COX-1 e COX-2, no plasma humano por ex., álcool primário, o ácido carboxílico correspondente e seu glicuronídeo conjugado.
A atividade do citocromo P450 2C9 é reduzida em indivíduos com polimorfismo genético que levam à atividade reduzida da enzima, tais como aquelas homozigóticas para o polimorfismo CYP2C9*3.
Em um estudo farmacocinético de celecoxibe 200 mg administrado uma vez ao dia em voluntários sadios, genotipados como CYP2C9*1/*1, CYP2C9*1/*3 ou CYP2C9*3/*3, a média de Cmáx e AUC0-24 de celecoxibe no 7º dia foram de aproximadamente 4 vezes e 7 vezes, respectivamente, em indivíduos genotipados como CYP2C9*3/*3 comparados aos outros genótipos. Em três estudos diferentes de dose única, envolvendo um total de 5 indivíduos genotipados como CYP2C9*3/*3, AUC0-24 aumentada com dose única em aproximadamente 3 vezes comparado aos metabolizadores normais. É estimado que a frequência do genótipo homozigoto *3/*3 é 0,3-1,0% entre os diferentes grupos étnicos.
O celecoxibe deve ser administrado com cautela a pacientes com deficiência ou suspeita de deficiência de metabolizadores CYP2C9 baseados no histórico prévio/experiência com outros substratos CYP2C9.

### Excreção
O celecoxibe é eliminado predominantemente por metabolismo hepático, com pequena concentração (<1%) da dose excretada inalterada na urina. Após múltiplas doses, a meia-vida de eliminação é de 8 a 12 horas e o clearance é de aproximadamente 500 mL/min. Com administrações múltiplas, as condições do estado de equilíbrio são atingidas até o 5o dia. A variação dos parâmetros farmacocinéticos (AUC, Cmáx e meia-vida) entre indivíduos é da ordem de 30%. O volume médio de distribuição é de aproximadamente 500 litros por 70 kg em indivíduos jovens adultos saudáveis, indicando extensa distribuição em todos os tecidos. Estudos pré-clínicos indicam que o celecoxibe atravessa a barreira hematoencefálica.

## Efeitos Colaterais
SNC: cefaleia, vertigem. Gastrointestinal: prisão de ventre, náuseas, dor abdominal, diarreia, dispepsia, flatulência, alterações dentárias, vômitos. Respiratório: bronquite, tosse, faringite, rinite, sinusite, infecção do trato respiratório superior. Outros: artralgia, dor lombar, insônia, mialgia, dor, dor periférica, prurido, ferimento acidental, agravamento de alergia, sintomas semelhantes aos da gripe, edema periférico, erupção cutânea, infeção do trato urinário. Não se estabeleceu nenhuma relação causa-efeito do Celebra com quaisquer eventos fatais, graves ou raros observados em estudos clínicos envolvendo exposição de mais de 3000 pacientes-ano.

## Usos clínicos

### Doença mental
Evidências provisórias apóiam seu uso no tratamento de vários transtornos psiquiátricos, incluindo depressão maior, transtorno bipolar e esquizofrenia.  Os inibidores da enzima ciclo-oxigenase-2 têm efeito anti-inflamatório, mas exercem efeito protetor sobre o tecido neuronal, por exacerbar a produção de ácido epóxi-icosatrienóico e lipoxinas, que também modificam a reatividade imunológica do hospedeiro e exacerbam a neurogênese. Com a redução nos níveis de TNF-α, IL-1 e IL-6.

## Contraindicações

### Alergias
O celecoxib contém uma porção sulfonamida e pode causar reações alérgicas em pessoas alérgicas a outros medicamentos contendo sulfonamida. Isto é um acréscimo à contra-indicação em pessoas com alergias graves a outros AINEs. No entanto, tem uma chance baixa (supostamente de 4%) de induzir reações cutâneas entre pessoas que têm uma história de tais reações à aspirina ou AINEs não seletivos. Os AINEs podem causar eventos adversos graves na pele, incluindo dermatite esfoliativa, síndrome de Stevens-Johnson e necrólise epidérmica tóxica; os eventos podem ocorrer sem aviso e em pacientes sem alergia prévia conhecida às sulfa. O uso deve ser interrompido ao primeiro sinal de erupção na pele (ou qualquer outra hipersensibilidade).

### Interações medicamentosas
O celecoxib é predominantemente metabolizado pelo citocromo P450 2C9. Deve-se ter cuidado com o uso concomitante de inibidores 2C9, como o fluconazol, que pode elevar significativamente os níveis séricos de celecoxibe. Se usado concomitantemente com lítio, o celecoxib aumenta os níveis plasmáticos de lítio.  Se usado concomitantemente com varfarina, o celecoxibe pode resultar em aumento do risco de complicações hemorrágicas.  O risco de sangramento e úlceras gástricas também aumenta ainda mais quando os inibidores seletivos da recaptação da serotonina (ISRSs) são usados em combinação com o celecoxibe. O medicamento pode aumentar o risco de insuficiência renal com inibidores da enzima de conversão da angiotensina, como lisinopril, ediuréticos, como a hidroclorotiazida.  

### Gravidez
Celecoxibe não deve ser usado por grávidas sem orientação e seguimento médico; especialmente durante o primeiro e segundo trimestres (até por volta do 6º mês). O uso de Celecoxibe durante a gravidez requer que se pese os potenciais benefícios para a mãe e riscos para a criança, o que só pode ser feito pelo médico.

## História
- Celecoxib foi desenvolvido por G.D Searle & empresa e co-promovido sob o nome de Cerebrex pela empresa-mãe de Searle (empresa de Monsanto) e pelo Pfizer.Em 1998, Celebrex recebeu a aprovação para o uso na artrite reumatóide e na osteodistrofia. Embora a administração de alimento e de drogas dos E.U. (FDA) aprovasse a droga, igualmente adicionou que Celebrex levou o risco de doença cardíaca e de complicações do vaso sanguíneo.[8]
- Em 1999, o FDA adicionou um aviso que Celebrex teve o potencial interagir com o warfarin mais fino do sangue e causar efeitos secundários sérios tais como o sangramento e mesmo a morte severos.[8]
- Em 1999, o FDA igualmente aprovou Celebrex para o tratamento dopolipose adenomatosa familiar, que é um precursor para o cancer do cólon. A droga tinha provado ser eficaz em reduzir o crescimento dos pólipos intestinais vistos na doença.[8]
- Celebrex recebeu a aprovação do FDA com o risco cardiovascular que adverte para a artrite reumatóide juvenil em 2006.[9]
- Em 2006, os resultados da prevenção do adenoma com Celecoxib (experimentação do APC) foram apresentados que mostrou que o uso diário do celecoxib sobre três anos reduziu significativamente o retorno do adenoma e de adenoma avançado quando comparado com o placebo.[10]
- Em 2008, o investigador principal do APC relatou que embora os efeitos da droga fossem diminuídos dois anos depois que o tratamento foi parado, havia ainda um benefício do tratamento em cinco anos. Total, o risco de tornar-se avançado do adenoma foi diminuído por 41% naqueles que tomaram 400 mg/dia do celecoxib comparados com os aqueles que tomaram o placebo. O estudo, contudo, mostrou que o uso do celecoxib estêve associado com um risco aumentado de efeitos secundários cardiovasculares sérios. Os estudos da segurança sugeriram que o risco para efeitos adversos sérios fosse o mais alto nos indivíduos que já tiveram fatores de risco cardiovasculares antes de tomar a terapia.[11]
- Atualmente,o celecoxibe só pode ser comprado no Brasil com a retenção da receita médica (Portaria 344), assim como ocorre com o outro coxib ainda disponível no mercado nacional, o etoricoxib. Outros coxibs foram retirados do mercado brasileiro: Rofecoxib (Vioxx) em setembro de 2004 Valdecoxib (Bextra) em abril de 2005 Lumiracoxib (Prexige) em outubro de 2008 Etoricoxib 120mg (Arcoxia) em outubro de 2008 Atualmente no Brasil só existem o celecoxibe (Celebra) e o etoricoxibe (Arcoxia) os demais foram retirados do mercado.